# Синдряков Микола Кузьмич
Микола Кузьмич Синдряков (1 січня 1924 — 29 вересня 1943) — чуваський рахівник колгоспу, Герой Радянського Союзу.

## Біографія
Народився 1 січня 1924 року в селі Старі Челни Чистопольського кантону Автономної Татарської РСР (нині Нурлатського району Республіки Татарстан) у родині селянина. За національністю — чуваш.
Закінчив 7 класів. Працював рахівником у колгоспі.

### Період Німецько-радянської війни
У Червоній Армії з 1942 року. 1943 року закінчив Саранське піхотне училище.
Командир взводу 55-го мотострілецького-кулеметного батальйону 55-ї гвардійської танкової бригади (7-й гвардійський танковий корпус, 3-тя гвардійська танкова армія, Воронезький фронт) комсомолець гвардії лейтенант Сіндряков в ніч на 22 вересня 1943 року, першим на підручних засобах форсував Дніпро у Миронівському районі Київської області. Взвод просунувся на 200—300 метрів, вогнем забезпечив переправу всього батальйону.
Звання Героя Радянського Союзу присвоєне 17 листопада 1943 року.
Загинув у бою 29 вересня 1943 року.

## Пам'ять
Ім'ям Героя названо вулиці в селі Малий Букрін, в місті Нурлат Татарської АРСР; бюст Героя встановлений у селі Старі Челни, меморіальна дошка — у селі Великий Букрін .

## Нагороди
- Медаль «Золота Зірка» (1943);
- орден Леніна (1943);
- орден Червоної Зірки.